# Доходный дом М. И. Вавельберга

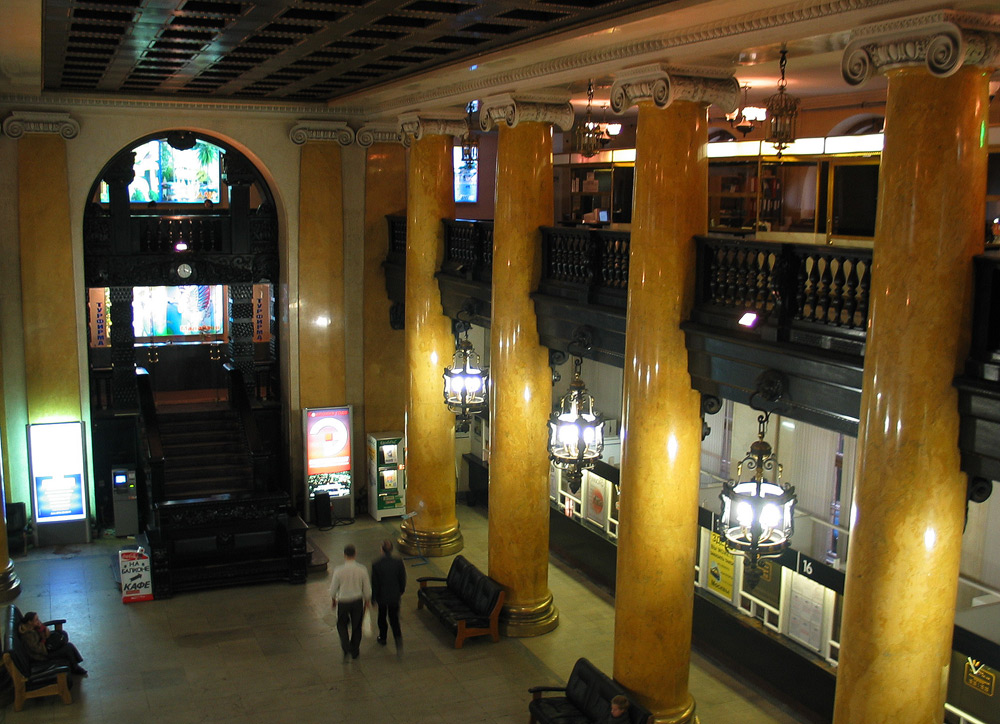
Интерьер

Доходный дом М. И. Вавельберга (Санкт-Петербургский Торговый банк) — здание в Санкт-Петербурге, расположенное на пересечении Невского проспекта и Малой Морской улицы, памятник архитектуры федерального значения. В советское время в здании размещались кассы «Аэрофлота» и Агентство воздушных сообщений. С 2011 года велось приспособление здания под гостиницу, завершившееся в 2021 году открытием отеля «Вавельберг».

## История
Санкт-Петербургский Торговый банк основан в 1846 году купцом первой гильдии Гиршем (Генрихом Михайловичем) Вавельбергом (1813—1891) в Варшаве. После смерти банкира его дело продолжили его сын Ипполит Андреевич Вавельберг и зять Станислав Матвеевич Ротванд. К этому времени уже работало отделение банкирского дома в Петербурге. В 1901 году встал вопрос о строительстве нового здания банка. Проектирование банка заказали архитектору М. М. Перетятковичу. Местом под строительство был выбран участок на углу Невского проспекта и Малой Морской улицы (в советское время называлась улицей Гоголя)[страница не указана 1687 дней].
В 1960 году в нижних этажах здания был открыт городской аэровокзал, в котором размещались авиакассы, справочная служба и камеры хранения. В конце 1990-х годов часть комнат на третьем этаже была передана Союзу писателей Санкт-Петербурга. А в начале 2000-х годов сюда переехал рок-клуб «Сайгон».

## Характеристика здания
Пятиэтажное здание в плане имеет форму трапеции. На плане отчетливо читаются контуры существовавших корпусов. На месте самого большого из них был устроен операционный зал. Посетители попадали в него через круглый вестибюль, затем по узкому проходу. Такой контраст создавал сильный эмоциональный эффект восприятия операционного зала.
Архитектурный стиль здания определился временем. Было свойственно увлечение зодчеством раннего венецианского Возрождения. Лицевые фасады облицованы грубооколотым серым гранитом. Аркада второго этажа напоминает о венецианском Дворце дожей. Аркада первого этажа отличается особой внушительность и мощью. Оформление фасада (маскароны, барельефы, картуши, капители колонн и др.) выполнено скульпторами Л. А. Дитрихом и В. В. Козловым.
Крупномасштабностью и повышенной декоративностью обладает интерьер операционного зала. Колонны и пилястры ионического ордера отделаны искусственным мрамором жёлтого цвета. Активную роль играют резной кессонированный плафон потолка и бронзовые люстры оригинальной формы.
Н. А. Синдаловский приводит легенду, что, принимая здание, хозяин банка М. И. Вавельберг, не найдя повода для недовольства, сделал все-таки одно замечание: «У вас на дверях табличка: Толкать от себя. Это не мой принцип. Переделайте: Тянуть к себе».